# Diferenciální signál

Přenos signálů pomocí diferenciální signalizace.

Diferenciální signál, diferenciální signalizace (anglicky differential signaling) je způsob přenosu informace dvěma komplementárními elektrickými signály, při němž se dvěma samostatnými vodiči posílá stejný elektrický signál, ale s opačnou polaritou. Obvody přijímače nevyhodnocují napětí mezi signálovým vodičem a zemí jako u signalizace se společnou zemí, ale pouze rozdíl mezi dvojicí signálových vodičů.
Diferenciální pár může být tvořen dvěma izolovanými vodiči (obvykle zkroucenými) nebo dvojicí cest na desce plošných spojů; dobře známou realizací diferenciálních párů představuje kroucená dvojlinka, ale diferenciální páry je možné realizovat i v plochých kabelech, konektorech a na deskách plošných spojů.

## Výhody
Za předpokladu, že impedance vysílače a přijímače v diferenciálním signalizačním okruhu jsou stejné, vnější elektromagnetické rušení ovlivňuje oba vodiče téměř stejně. Protože přijímač detekuje pouze rozdíl mezi vodiči, technika odolává elektromagnetickému rušení v porovnání s jedním vodičem se společnou zemí. Diferenciální signály lze používat pro signály analogové (např. symetrické audio, anglicky balanced audio) i digitální (např. sériová komunikační rozhraní RS-422, RS-485, Ethernet po kroucené dvojlince, sběrnice PCI Express, rozhraní DisplayPort, HDMI a USB).

### Tolerance na posun země
Díky tomu, že při diferenciálním přenosu přijímač vyhodnocuje pouze vzájemný rozdíl signálů, nemá posun potenciálu země žádný vliv na přenášený signál.

### Vhodnost pro použití s nízkonapěťovou elektronikou
Při výrobě přenosných a mobilních zařízení používají návrháři a výrobci stále nižší napájecí napětí, aby se snížil příkon i vyzařované elektromagnetické rušení. Nízké napájecí napětí však snižuje šumovou odolnost. Diferenciální signalizace pomáhá při řešení tohoto problému, protože při stejném napájecím napětí poskytuje dvojnásobnou šumovou odolnost proti zapojení se společnou zemí:
Uvažujme digitální systém se společnou zemí s napájecím napětím {\displaystyle V_{S}}, u něhož vysoká logická úroveň H představuje napětí {\displaystyle V_{S}\,} a nízká logická úroveň L napětí 0 V. Rozdíl mezi oběma úrovněmi je {\displaystyle V_{S}-0\,\mathrm {V} =V_{S}}. U diferenciálního systému se stejným napájecím napětím bude vysoká logická úroveň H reprezentována rozdílem napětí {\displaystyle V_{S}\,}, nízká logická úroveň L rozdílem napětí {\displaystyle -V_{S}}. Rozdíl mezi vysokou a nízkou logickou úrovní je tedy {\displaystyle V_{S}-(-V_{S})=2V_{S}\,}, což je dvojnásobný rozdíl oproti systému se společnou zemí. I kdyby rušivé napětí na jednom vodiči bylo jiné než na druhém, je u diferenciálního systému nutná dvojnásobná úroveň rušení pro způsobení chyby, než u systému se společnou zemí. Jinými slovy, diferenciální signalizace zdvojnásobuje šumovou odolnost.

### Odolnost proti elektromagnetickému rušení
Odolnost proti elektromagnetickému rušení neplyne přímo ze samotné diferenciální signalizace, ale je důsledkem postupů obvyklých při přenosu diferenciálních signálů na symetrických vedeních. V systému s diferenciálním přijímačem se žádoucí signály sčítají a šum se odečítá. I signály se společnou zemí jsou odolné proti rušení, pokud se použijí symetrická vedení a zakončená diferenciálním zesilovačem.

## Porovnání se signalizací se společnou zemí
Při signalizaci se společnou zemí vysílač generuje napětí, které přijímač porovnává s pevným referenčním napětím vůči zemi, která je společná pro oba konce. V mnoha případech zapojení se společnou zemí nelze vůbec použít. Dalším problémem je elektromagnetické rušení, které systém signalizace se společnou zemí může způsobovat ve snaze pracovat vysokou rychlostí.

## Použití
Použití diferenciálních signálů minimalizuje elektronický přeslech a elektromagnetické rušení, jak na straně vyzařování tak na straně příjmu šumu a může dosáhnout konstantní nebo známou charakteristickou impedanci, což umožňuje používat metody přizpůsobení impedance důležité pro přenosové vedení vysokorychlostního signálu i pro vysoce kvalitní přenos audio signálu symetrickým vedením a symetrickými obvody.
Diferenciální páry mohou být realizovány:
- kabely s kroucenými páry, stíněnými a nestíněnými
- metody směrování diferenciálních párů mikropásků (microstrip, stripline) na deskách plošných spojů

Druhý bod lze považovat za obdobu obvyklé implementace diferenciálních párů pomocí známého kabelu s kroucenými páry na deskách plošných spojů.
Diferenciální páry obecně přenášejí diferenciální nebo semi-diferenciální signály, jako například vysokorychlostní digitální sériová rozhraní včetně LVDS diferenciálního ECL, PECL, LVPECL, Hypertransport, Ethernet po kroucené dvoulince, Serial digital interface, RS-422, RS-485, USB, Serial ATA, TMDS, FireWire a HDMI atd. nebo jiné vysoce kvalitní nebo vysokofrekvenční analogové signály (například video signál, symetrický audiosignál, atd.).

### Přenosové rychlosti některých diferenciálních rozhraní
- Serial ATA 1.2 Gbit/s
- Hypertransport 1.6 Gbit/s
- Infiniband 2.5 Gbit/s
- PCI Express 2.5 Gbit/s
- Serial ATA Revision 2.0 2.4 Gbit/s
- XAUI 3.125 Gbit/s
- Serial ATA Revision 3.0 4.8 Gbit/s
- PCI Express 2.0 5.0 Gbit/s na lane
- 10 gigabitový Ethernet 10 Gbit/s (4 diferenciální páry o rychlosti 2,5 Gbit/s)
- DDR SDRAM 3.2 Gbits/s (používá společnou zem pro data a diferenciální signál strobe)

## Přenosová vedení
Typ signalizace je dán typem přenosového vedení, které propojuje dvě zařízení (čipy, moduly). Při signalizaci se společnou zemí se používají koaxiální kabely, u nichž jeden vodič úplně odstiňuje druhý od okolního prostředí. Všechna stínění jsou navzájem spojena pro vytvoření společné země. Diferenciální signalizace používá symetrické páry vodičů. Pro krátké kabely a nízké frekvence jsou obě metody ekvivalentní, takže pro levné obvody se společnou zemí se společnou zemí lze používat levné kabely. Když je signalizační rychlost vyšší, vodiče se začnou chovat jako přenosové vedení.

## Použití v počítačích
Diferenciální signalizace se často používá v počítačích pro omezení elektromagnetického rušení, protože při použití microstripů a čipů není úplné stínění možné kvůli geometrickým omezením a také kvůli faktu, že stínění nefunguje pro stejnosměrný proud. Pokud a nízkonapěťový signalizační okruh sdílí společnou zem se stejnosměrným výkonovým napájecím okruhem, výkonový proud vracející se zemí může v signalizačních okruzích naindukovat značné napětí. Tento problém může do určité míry omezit nízká impedance země.
Obvyklým řešením je použití vyvážených párů vedení typu microstrip, který nevyžaduje další vrstvu desky plošných spojů jako stripline. Protože každé vedení způsobí odpovídající proudový obraz v zemní rovině, která je nezbytná pro napájení, pár se chová jako čtyři vodiče, a proto má menší přeslechovou vzdálenost než jednoduchý izolovaný pár. Ve skutečnosti se chová stejně dobře jako kroucená dvoulinka. Nízký přeslech je důležitý, pokud je mnoho vodičů směstnaných do malého prostoru, což je na deskách plošných spojů obvyklé.

## Vysokonapěťová diferenciální signalizace
Vysokonapěťová diferenciální signalizace (anglicky High-voltage differential signaling, HVD) používá vysokonapěťové signály, kterými se v počítačové elektronice zpravidla myslí napětí 5 voltů nebo více.
SCSI-1 definovalo vysokonapěťovou diferenciální (HVD) implementaci, u které byla maximální délka kabelů mnohonásobně větší než u standardního SCSI se společnou zemí. Při použití HVD mohla SCSI zařízení používat kabely s maximální celkovou délkou 25 metrů, zatímco SCSI se společnou zemí umožňuje maximální délku kabelu 1,5 až 6 metrů, podle rychlosti sběrnice. LVD verze SCSI dovoluje kratší délku kabelu než 25 m, nikoli kvůli nižšímu napětí, ale protože tyto SCSI standardy umožňují mnohem vyšší rychlosti než starší HVD SCSI.
Zatímco vysokonapěťová diferenciální signalizace je obecný termín, který popisuje množství systémů, nízkonapěťová diferenciální signalizace (anglicky Low-voltage differential signaling, LVDS) je zvláštní systém definovaný normou TIA/EIA.